# F.F. Lillehammer
Faaberg Fotball Lillehammer was een Noorse voetbalclub uit de stad Lillehammer. FF werd opgericht aan het einde van het seizoen 1999 als fusieclub tussen Faaberg Fotball en Lillehammer FK. De club heeft tijdens haar bestaan meestal in de Noorse tweede divisie gespeeld.
Bij de start van het seizoen in 2000 nam F.F. Lillehammer de plaats over van Faaberg Fotball in de tweede divisie, Lillehammer FK was voor die tijd al meer provinciaal geworden. In 2008 promoveerde de club vanuit de 3. divisjon naar de 2. divisjon. De wedstrijden werden in het Stampesletta stadion gespeeld waar 3000 mensen kunnen plaatsnemen.